# Titularbistum Tiberiopolis
Tiberiopolis  (ital.: Tiberiopoli) ist ein Titularbistum der römisch-katholischen Kirche.
Es geht zurück auf ein früheres Bistum der gleichnamigen antiken Stadt in der kleinasiatischen Landschaft Phrygien im Westen der heutigen Türkei. Das Bistum gehörte der Kirchenprovinz Hierapolis an.
| Titularbischöfe von Tiberiopolis |                                |                                                                                              |                    |                    |
| Nr.                              | Name                           | Amt                                                                                          | von                | bis                |
| 1                                | Thomas Dominic Williams OP     | Apostolischer Vikar von Northern District (Großbritannien)                                   | 22. Dezember 1725  | 3. April 1740      |
| 2                                | John MacDonald                 | Apostolischer Koadjutorvikar und Apostolischer Vikar des Highland Districts (Großbritannien) | 25. Februar 1761   | 9. Mai 1779        |
| 3                                | István Gosztonyi               | Weihbischof in Esztergom (Ungarn)                                                            | 18. Dezember 1815  | 20. Dezember 1817  |
| 4                                | Pablo García Abella CO         | Weihbischof in Toledo (Spanien)                                                              | 17. September 1827 | 15. April 1833     |
| 5                                | Gabriele Maria de Marchis      | Abbas nullius von San Benedetto Ullano                                                       | 23. Juni 1834      | 18. April 1858     |
| 6                                | Michael Flannery               | Koadjutorbischof von Killaloe (Irland)                                                       | 6. Juli 1858       | 29. Juli 1859      |
| 7                                | Pedro José Tordoya Montoya     | Weihbischof in Lima (Peru)                                                                   | 23. März 1860      | 17. September 1875 |
| 8                                | Eusebio Marie Semprini OFM     | Apostolischer Koadjutorvikar und Apostolischer Vikar von Süd-Hunan (China)                   | 25. Januar 1876    | 8. Januar 1893     |
| 9                                | Mariano Antonio Espinosa       | Weihbischof in Buenos Aires (Argentinien)                                                    | 15. Juni 1893      | 8. Februar 1898    |
| 10                               | Antonio Scotti                 | emeritierter Bischof von Alife (Italien)                                                     | 24. März 1898      | 10. Juni 1919      |
| 11                               | Michael Adalbero Fleischer MHM | Apostolischer Vikar von Mariannhill (Südafrika)                                              | 22. März 1922      | 19. März 1963      |
| 12                               | Adolfo Rodríguez Herrera       | Weihbischof in Camagüey (Kuba)                                                               | 27. Mai 1963       | 10. September 1964 |